# Stalag XI A

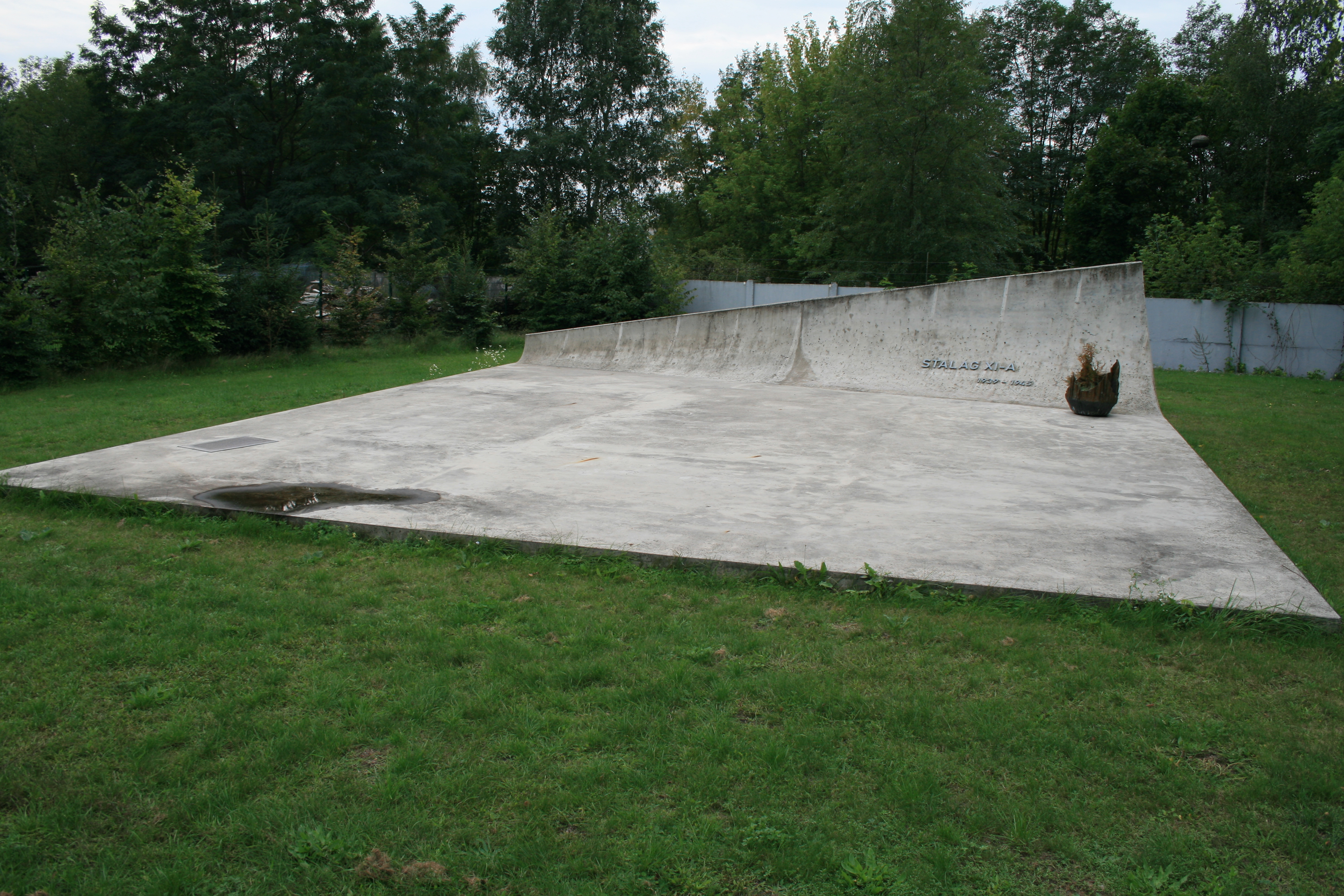
Mahnmal Kriegsgefangenenlager Stalag XI A (2015)

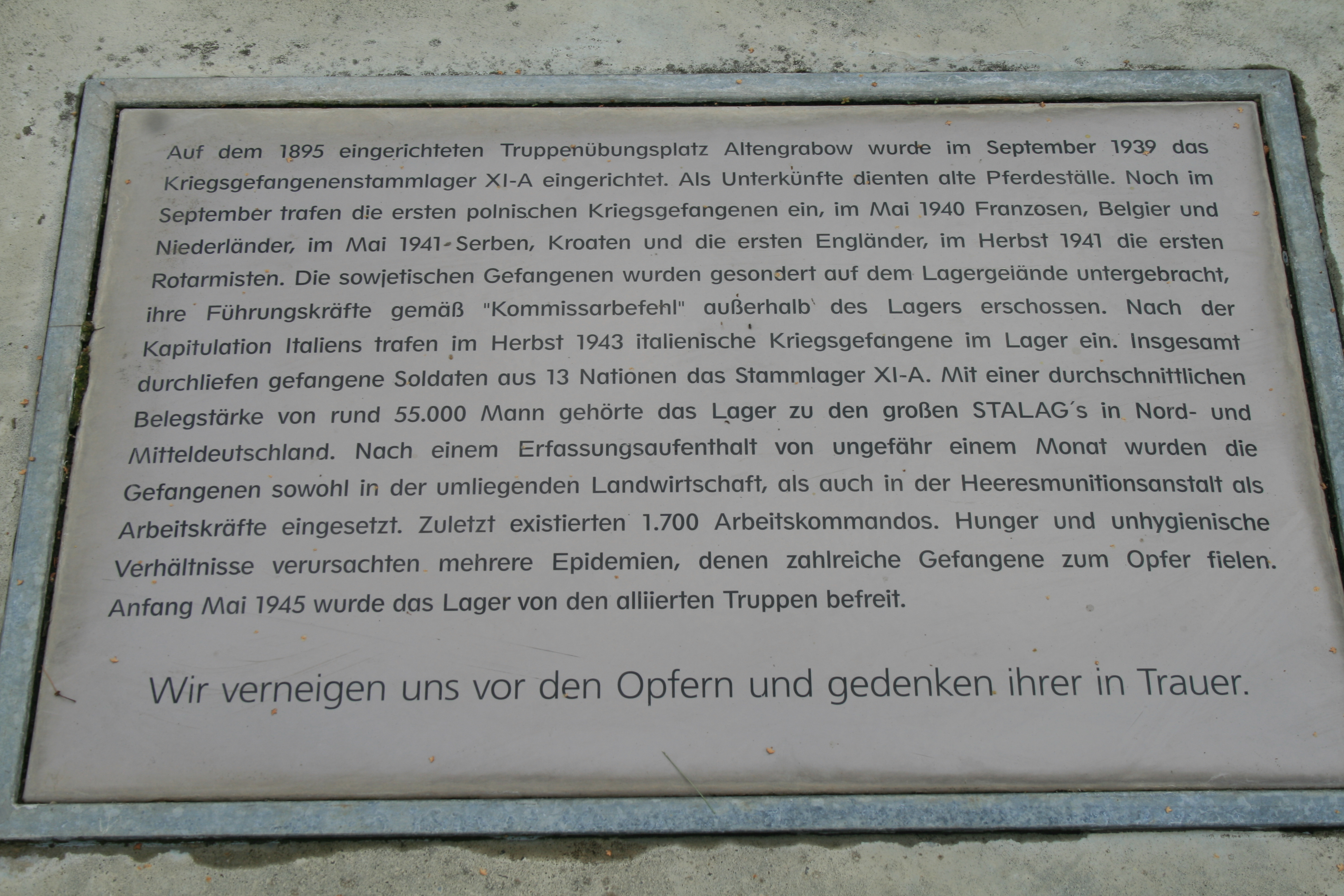
Text

Das Stammlager XI A (kurz: Stalag XI A, Stalag 341) in Dörnitz bzw. Altengrabow war ein Kriegsgefangenenlager der deutschen Wehrmacht im Zweiten Weltkrieg, das sich auf dem Gebiet des heutigen Truppenübungsplatzes Altengrabow im Fläming befand. In diesem Lager wurden die kriegsgefangenen Mannschaften und Unteroffiziere registriert und auf Arbeitskommandos verteilt.

## Vorgeschichte
Das Stammlager XI A war das erste Stalag im Wehrkreis XI (Hannover) (mit Braunschweig und Anhalt). Bereits seit 1894 befand sich das Gelände als Schießplatz Gloine bzw. später Truppenübungsplatz Loburg in militärischer Nutzung der kaiserlich-deutschen Armee.

### Erster Weltkrieg
In der Zeit des Ersten Weltkrieges war wenig außerhalb der Grenzen des Truppenübungsplatzes, bei Dörnitz, ein Gefangenenlager eingerichtet. 12.000 Gefangene wurden hier festgehalten. Mit dem Ende des Ersten Weltkrieges wurde das Gefangenenlager aufgelöst.

### Zwangsarbeiterlager
Mit dem Ausbruch des Zweiten Weltkrieges 1939 wurde ein Lager für Arbeitskräfte eingerichtet. Diese Arbeitskräfte waren in der nahegelegenen Munitionsfabrik tätig.

## Stammlager
Neben dem Arbeitslager wurde im September 1939 das Kriegsgefangenenlager, Stalag XI A, eingerichtet, zunächst für polnische Gefangene. Als Unterkünfte dienten zunächst Pferdeställe. Nach dem Westfeldzug trafen im Frühjahr 1940 Niederländer, Belgier und Franzosen, nach dem Balkanfeldzug 1941 später Kroaten und Serben sowie erstmals Briten ein. Ab Herbst 1941 wurden sowjetische Kriegsgefangene in gesonderten Unterkünften interniert, nachdem ein Teil von ihnen gemäß Kommissarbefehl erschossen worden war. Nach der Kapitulation Italiens im Herbst 1943 wurden auch italienische Militärinternierte hierher verbracht. Insgesamt waren Angehörige von 13 Nationen im Stammlager 11 A inhaftiert.
Das Lager war mit einer durchschnittlichen Belegung von 55.000 Kriegsgefangenen eines der größten Gefangenenlager in Nord- und Mitteldeutschland. In der umliegenden Landwirtschaft, aber auch in der Munitionsanstalt, hatten zuletzt mehr als 1.700 Arbeitskommandos Zwangsarbeit zu leisten. Fehlende Hygiene und Nahrungsmangel verursachten im Lager mehrfach Epidemien mit vielen Opfern.
Das Gefangenenlager wurde am 3. Mai 1945 von der 83. US-Infanterie-Division befreit und am 4. Mai 1945 durch sowjetische Truppen besetzt. Bis August 1945 wurden die Unterkünfte auf dem Gelände des Truppenübungsplatzes als Sammel- und Durchgangslager für sowjetische Kriegsgefangene genutzt.
Ab August 1945 übernahm die Rote Armee offiziell den Standort und nutzte ihn bis zur Übergabe an die Bundeswehr 1991.
Der Förderverein Mahnmal Kriegsgefangenenlager Stalag XI A Altengrabow e.V. errichtete am Eingang zum Truppenübungsplatz ein Denkmal, das am 1. September 2009 eingeweiht wurde.

## Bekannte Gefangene
- Erwin Axer (1944–1945)
- Andrew Borowiec (1944–1945)
- Konstanty Ildefons Gałczyński (ca. 1940–1945)

sowie
- Maurice Chevalier (1914–1917)
- Joseph van der Elst